# Brandenburg (Kentucky)
Brandenburg è un comune degli Stati Uniti d'America, situato nello Stato del Kentucky, nella contea di Meade, della quale è il capoluogo.
Il 3 aprile 1974 è stata devastata da un violento tornado di livello F5 cha ha provocato una trentina di morti